# Verbotener Übergang

Energieniveaus von zweifach ionisiertem Sauerstoff mit grün eingezeichneten verbotenen Übergängen. Angegeben sind die Wellenlängen der Emissionslinien in nm.

Als verbotenen Übergang bezeichnet man in der Physik einen Übergang von einem Energieniveau –  oder allgemeiner von einem (quantenmechanischen) Zustand – zu einem anderen, wenn er gar nicht oder wenn er sehr viel seltener auftritt als andere Übergänge im gleichen System.

## „Verbot“ durch physikalisches Gesetz
Im engeren Sinn verbotene Übergänge sind solche, die gemäß einem Naturgesetz nicht vorkommen können. Die Existenz solcher Übergänge wäre eine Verletzung des Naturgesetzes und damit ein Hinweis auf dessen Gültigkeitsgrenzen. Welche Übergänge erlaubt und welche verboten sind, wird manchmal in Auswahlregeln formuliert.
Entsprechend gibt es verbotene Zerfälle. Beispielsweise müsste einem Kohlenstoff-12-Atomkern Energie von außen zugeführt werden, um ihn in einen der Kerne Stickstoff-12 oder Bor-12 umzuwandeln, denn deren Masse ist größer (siehe Masse-Energie-Äquivalenz). Der spontane Übergang – der Betazerfall –  ist hier „energetisch verboten“, d. h., er widerspräche dem Energieerhaltungssatz.

## „Verboten“ im Sinne von „selten zu beobachten“
Als verboten werden auch Übergänge bezeichnet, die unter Laborbedingungen nur sehr selten auftreten, obwohl sie keinem physikalischen Gesetz widersprechen. Der Grund für die Seltenheit kann beispielsweise in der „Konkurrenz“ eines anderen Zielzustandes mit höherer Übergangswahrscheinlichkeit oder in der Konkurrenz mit einem anderen Mechanismus der Zustandsänderung (siehe folgenden Abschnitt) liegen.

### Verbotene Emissionslinie

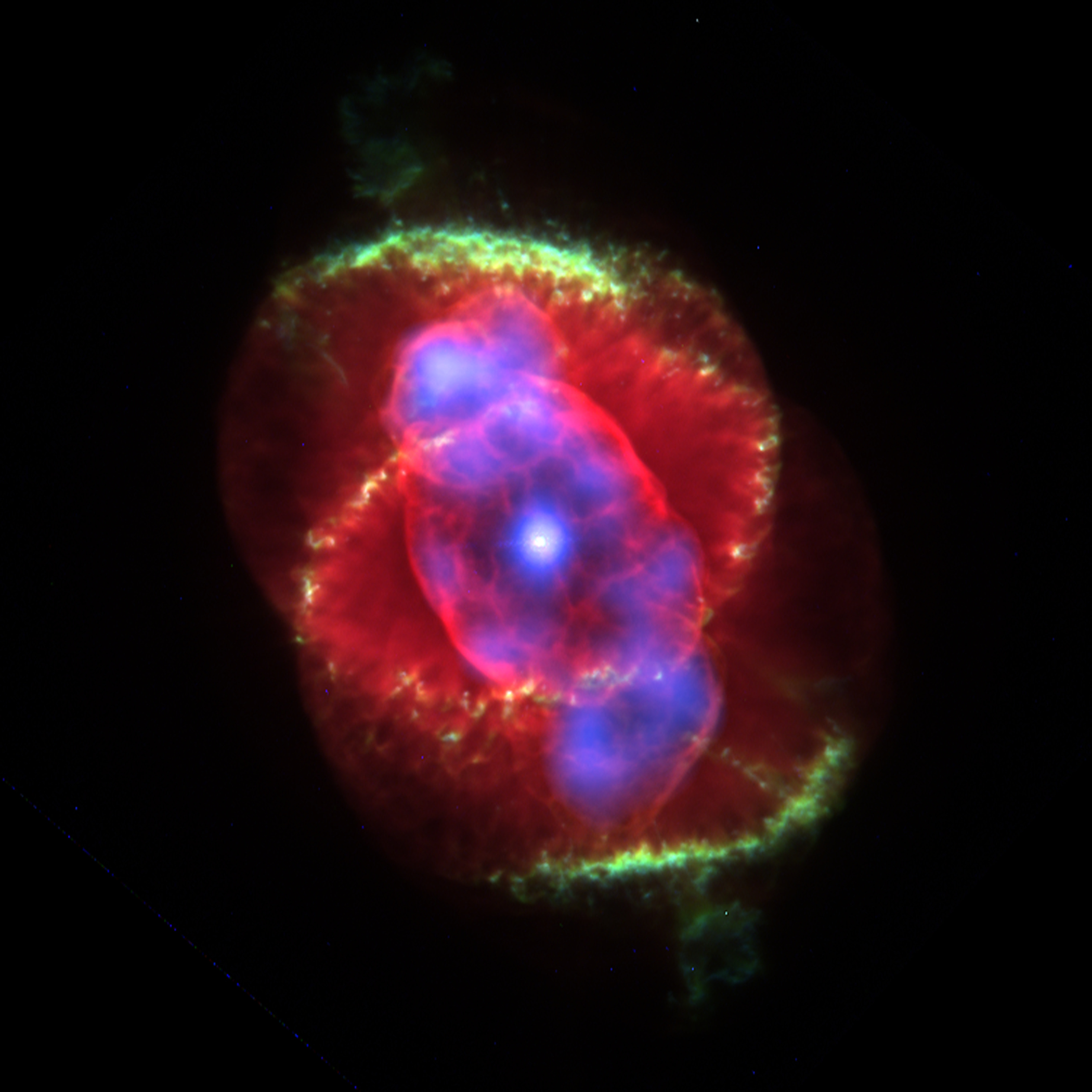
Grünes Emissionslicht des Katzenaugennebels (NGC 6543), Hubble-Weltraumteleskop 1995

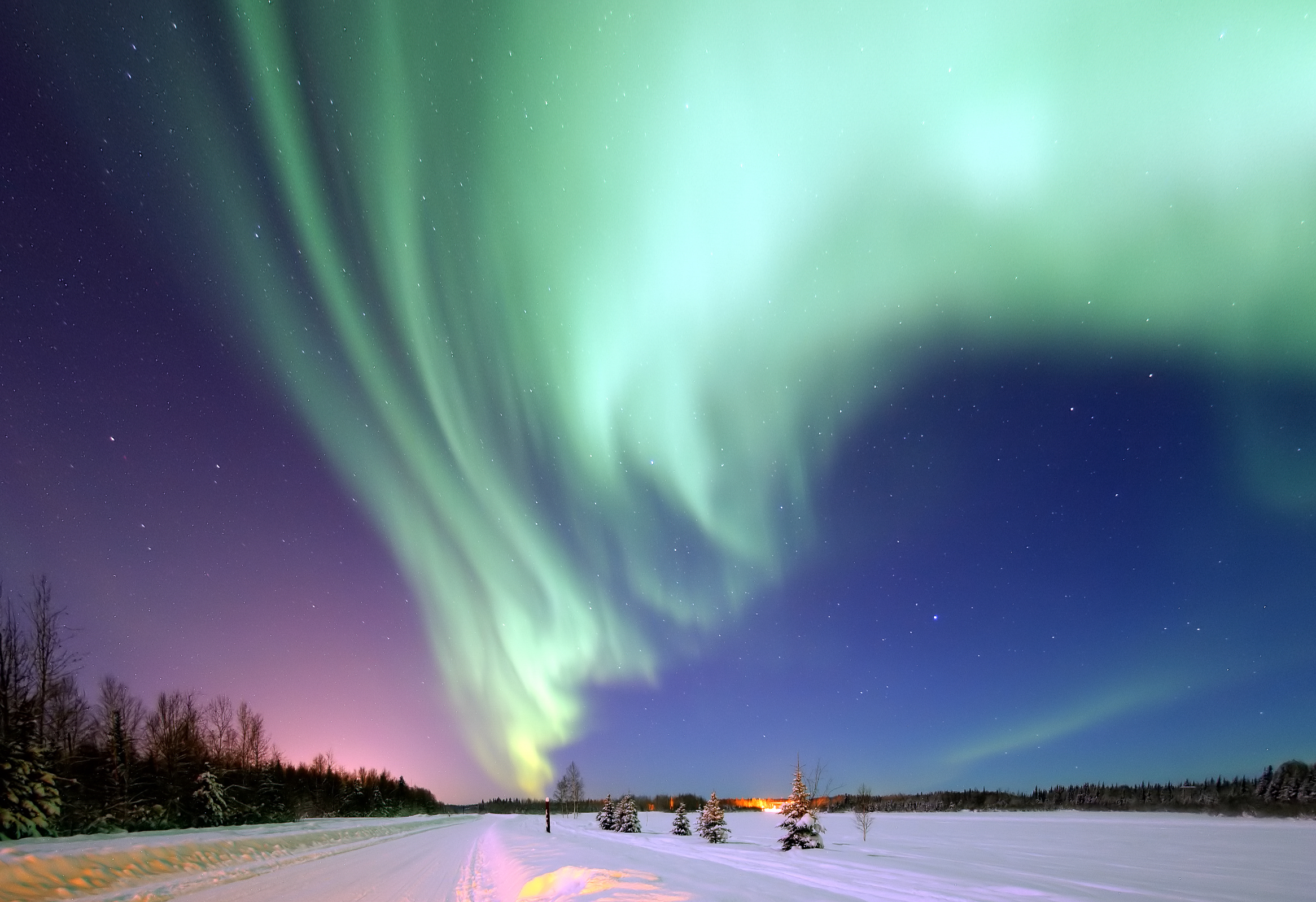
Grünes Polarlicht

Bei manchen astronomischen Objekten, etwa dem Katzenaugennebel, wurden grüne Emissionslinien beobachtet, die durch strahlende Abregung eines metastabilen Energieniveaus entstehen. Da sie im Labor auf der Erde üblicherweise nicht erzeugt werden können, vermutete man zunächst ein auf der Erde bis dahin unbekanntes Element namens Nebulium als Quelle  dieser Linien. Ein Beispiel in der Erdatmosphäre sind die „verbotenen“ grünen Sauerstofflinien des Polarlichts.
Die Entstehung solcher verbotenen Linien klärte 1927 Ira S. Bowen beim Nebulium auf: Unter irdischen Bedingungen werden die Atome oder Moleküle durch Stöße abgeregt, bevor sie ihre Anregungsenergie abstrahlen können. Unterhalb einer Teilchendichte von 108/cm3 ist hingegen die mittlere Zeit zwischen den Stößen der Teilchen untereinander größer als die Besetzungsdauer des metastabilen Zustands, und der Übergang mit Strahlungsemission wird wahrscheinlich. Daher treten die verbotenen Linien in stark verdünnten Gasen wie denen der oberen Atmosphäre oder im interstellaren Medium auf.
Bei der Beschreibung eines Spektrums werden verbotene Linien durch eckige Klammern um das emittierende Atom oder Ion gekennzeichnet.
Einige der markantesten Emissionslinien von H-II-Gebieten und planetarischen Nebeln sind solche verbotenen Linien, so etwa die [O III]-Linie des zweifach ionisierten Sauerstoffs bei 500,7 nm oder die [N II]-Linie des einfach ionisierten Stickstoffs bei 658,3 nm. Die Sonnenkorona zeigt besonders starke verbotene Linien von hochgeladenen Ionen, z. B. die „grüne“ Linie des 13-fach positiv geladenen Fe13+-Ions, [Fe XIV] bei 530,3 nm.